# Peter Costello
Peter Howard Costello, né le 14 août 1957 à Melbourne (Australie), est un homme politique australien. Vice-président du Parti libéral du 1er mai 1994 au 29 novembre 2007. Il a été ministre des Finances (Treasurer) du 11 mars 1996 au 3 décembre 2007.

## Biographie
Costello a fait ses études à l'université Monash où il a été, pendant un certain temps, professeur de droit et membre du Conseil d'université. Avant d'entrer au Parlement fédéral, il était avocat et a plaidé dans certains des conflits industriels les plus connus d'Australie,.
Il est élu député libéral de Higgins en 1990 et élu vice-président du parti en mai 1994 (et le restera jusqu'à novembre 2007). Le parti libéral resta dans l'opposition pendant treize ans de 1983 jusqu'en 1996. Favori pour succéder à Alexander Downer comme chef du parti en 1994,  Costello ne se présente finalement pas au poste, laissant le champ libre à John Howard pour revenir à la tête du parti qui remporte alors une écrasante victoire lors des élections générales de 1996.
Costello a été ministre des Finances (Treasurer) du Commonwealth d'Australie du 11 mars 1996 au 3 décembre 2007, le plus long mandat de ministre des Finances de l'histoire australienne. Il a dirigé douze budgets fédéraux consécutifs dont dix excédentaires. Au cours de cette période, le gouvernement a éliminé la dette de 96 milliards AUD du gouvernement. Fournissant de l'argent aux économies asiatiques pour sortir de la crise financière asiatique, Costello a été membre de la réunion ministérielle de l'OCDE en 2000, des ministres des finances de l'APEC en 2007 et du G20 en 2006. Costello a été un membre du comité du Fonds monétaire international, conseiller de la banque mondiale et de la Banque asiatique de développement pendant environ 10 années.
Le gouvernement Howard-Costello a présenté la plus grande réforme de taxation de l'histoire australienne: créant la Taxe sur les produits et services (GST), et supprimant les impôts sur les sociétés et sur le revenu. Costello a également mené à bien des réformes des lois sur les sociétés; les contrôles financiers et les emprunts. Après ses réformes économiques, (création d'une taxe sur les produits et services, privatisation de la gestion des capitaux gouvernementaux, réduction des pouvoirs des syndicats des employés des ports nationaux et déréglementation de quelques lois sur le travail), l'économie australienne surpassait pratiquement toutes les autres économies comparables,.
Le parti travailliste australien a critiqué ses réformes économiques et la politique sociale du gouvernement. Costello a voulu prendre la tête du parti aux élections de 2003 mais John Howard n'a pas démissionné. Howard, qui avait été Premier ministre d'Australie de 1996 à 2007, a été battu personnellement aux élections du 24 novembre 2007 face à Kevin Rudd et le parti est entré dans l'opposition. Successeur désigné d'Howard, Costello refusa de devenir chef de l'opposition et Brendan Nelson fut élu chef du parti libéral par une courte victoire (45 voix contre 42) sur Malcolm Turnbull.
Costello a rejoint un comité consultatif indépendant à la Banque mondiale. Il a écrit un mémoire édité en 2008 (aux presses de l'université de Melbourne). En 2009, il s'est retiré du Parlement, et doit devenir directeur de l'Australian Government Future Fund.